# Lia Origoni
Lia Origoni (La Maddalena, Cerdeña, Italia; 20 de octubre de 1919-26 de octubre de 2022) fue una actriz y cantante italiana de dilatada actuación como soprano lírica, cantante de cabaret, radio y revista.

## Biografía
Origoni nació en La Maddalena en Cerdeña. Su tío Giacomino Origoni había sido actor en las primeras películas mudas en Italia.

## Trayectoria musical
En 1934 decidió centrarse no en tocar el violín sino en su voz de soprano bajo el consejo de su compañero cantante sardo Bernardo De Muro y la escritora Clelia Garibaldi después de que ella y de Muro cantaran en un concierto para conmemorar la vida del héroe italiano Giuseppe Garibaldi.
Dio conciertos de jazz acompañada por el pianista Giuliano Pomeranz, Leonardo Angeloni en flauta y el guitarrista Guglielmo Paparano. En 1939 fue la primera estrella en ser firmada por la estación de televisión de la Italiana fascista EIAR y se hizo una película para registrar su actuación. La transmisión se realizó aunque en ese momento solo había dos televisores que podían recibir la señal. Uno de ellos fue en Villa Torlonia, la casa de Benito Mussolini.

## En el teatro
Su debut teatral fue en Roma el día de Navidad de 1940 en Quando meno te l'aspetti («Cuando menos lo esperas»), una obra de Michele Galdieri, protagonizada por Totò y Anna Magnani. Más tarde dijo que a Galdieri no le gustaba su popularidad entre la audiencia, pero Totò la trató con paternidad, tratando de protegerla de comportamientos desagradables.
Durante la Segunda Guerra Mundial, en 1942 y 1943 cantó en Berlín en la Alemania nazi. Uno de los lugares era para entretener a los guardias de las SS del campo de concentración de Auschwitz. El concierto fue en febrero de 1943. Origoni dijo que se negó a asistir a una comida, como invitada de honor, ofrecida por el ministro de propaganda nazi Joseph Goebbels. La comida se llevó a cabo sin ella, con su silla vacía.
En 1947, su talento para el canto se confirmó cuando fue contratada para interpretar el papel de Flora en la ópera La traviata de Giuseppe Verdi. La actuación fue dirigida por Giorgio Strehler en el Teatro de La Scala de Milán.
En su cumpleaños número 100 hubo celebraciones especiales en su lugar de nacimiento. El alcalde desveló una placa y se proyectó la película biográfica Lia: Music non-stop. La película fue creada por un también oriundo de Cerdeña que había dedicado tiempo a restaurar digitalmente las primeras grabaciones de las canciones de Origoni. La política italiana Paola Deiana dispuso que se nombrara en su honor una calle de La Maddalena señalando lo conocida que había sido entre los años cuarenta y sesenta.